# Velha Goa
Město Velha Goa (český překlad: „Stará Goa“, anglicky Old Goa), původně jen Goa, leží v západoindickém spolkovém státě Goa na levém břehu řeky Mandovi.
Goa je staré hindské město; v dnešní podobě bylo znovuzaloženo v 15. století, od roku 1510 bylo hlavním městem Portugalské Indie. Po několika epidemiích, hlavně roku 1738, se velká část obyvatelstva přestěhovala do předměstí Panadží, jako sídlo místokrále zůstala Goa do roku 1759 a jako hlavní město Portugalské Indie až do roku 1843, kdy se Panadží stává hlavním městem (a vchází do dějin pod jménem Nova Goa, tedy „Nová Goa“, zatímco Goa se nazývá Velha Goa a ztrácí na významu; jméno zůstalo platné dodnes).
Velha Goa, zvaná dříve „Římem Orientu“, i dnes svědčí o bývalém imponujícím stylu portugalské koloniální architektury. Ze známějších budov je mimo jiné možno jmenovat následující:
- katedrála sv. Kateřiny (také katedrála Se), největší chrám a budova města
- Bazilika Dobrého Ježíše (bazilika Bom Jesus) s hrobkou Františka Xaverského
- kostel a klášter sv. Františka z Assisi
- kostel sv. Kajetána, malá napodobenina baziliky sv. Petra ve Vatikánu v Římě
- kostel a konvent sv. Jana
- kostel a konvent sv. Moniky, raně barokní areál od roku 1994 slouží Muzeu křesťanského umění
- kaple sv. Antonína
- kaple sv. Kateřiny
- kostel sv. Augustina – ruiny